# Os Roni
Os Roni é uma série de televisão brasileira exibida pelo canal Multishow entre 11 de abril de 2019 e 8 de outubro de 2021, produzido pela Formata e com direção de Claudia Alves e César Rodrigues. É estrelado por Whindersson Nunes e Tirullipa.

## Enredo
A série gira em torno de três irmãos: Ronivaldo, Roniclayson e Roniwelinton, que saem do Nordeste para tentar a sorte em São Paulo, acompanhados da avó Dona Santinha. Ao chegarem na capital paulista, os três procuram a ajuda da irmã 'Çãozinha', que é casada com o cirurgião plástico Mario Alberto e mora numa luxuosa mansão nos Jardins. Nada satisfeito com os hóspedes, Mario Alberto despacha os irmãos para viverem em uma velha casa em Itaquera, na Zona Leste da cidade. Lá, os Roni ainda conhecem o porteiro tagarela Braguinha e sua filha Jennyfer, que faz de tudo para se dar bem.

## Elenco

### Principal
| Tirullipa         | Ronivaldo                                   |   |   |   |   |   |   |
| Whindersson Nunes | Roniclayson                                 |   |   |   |   |   |   |
| Carlinhos Maia    | Roniwelinton                                |   |   | — | — | — | — |
| Ilva Niño         | Santinha                                    |   |   |   |   |   |   |
| Titina Medeiros   | Maria da Conceição de Alencastro (Çãozinha) |   |   |   |   |   |   |
| Gkay              | Zefa / Jennyfer                             |   |   |   |   |   |   |
| Falcão            | Braguinha                                   |   |   |   |   |   |   |
| Karla Karenina    | Severina                                    |   |   |   |   |   |   |
| Oscar Magrini     | Dr. Mário Alberto de Alencastro             |   |   | — |   |   |   |
| Raphael Viana     | Aramel Trindade                             | — | — |   |   |   |   |
| Rafael Cunha      | Josebson                                    | — | — |   |   |   |   |

### Participações Especiais
| Ator / Atriz         | Personagem              | Temporada / Episódio   |
| -------------------- | ----------------------- | ---------------------- |
| Caio Castro          | Juliano José            | 1ª Temp. - Episódio 02 |
| Esther Góes          | Albertina de Alencastro | 1ª Temp. - Episódio 04 |
| Luísa Sonza          | Rosinha                 | 1ª Temp. - Episódio 06 |
| Lucas Lucco          | Mozão                   | 2ª Temp. - Episódio 02 |
| Solange Couto        | Pureza                  | 3ª Temp. - Episódio 01 |
| Cláudio Jaborandy    | Cornélio                | 3ª Temp. - Episódio 01 |
| Adilson de Carvalho  | Entregador              | 3ª Temp. - Episódio 02 |
| Kiko Pissolato       | Gildo Rompe Aço         | 3ª Temp. - Episódio 04 |
| Tom Cavalcante       | Tio Venâncio            | 3ª Temp. - Episódio 05 |
| Duda Mamberti        | Tibério Yça             | 3ª Temp. - Episódio 06 |
| Eddie Coelho         | Delegado Maia           | 3ª Temp.               |
| Gorete Milagres      | Shin Nezza              | 3ª Temp. - Episódio 07 |
| Alessandra Maestrini | Quitéria                | 3ª Temp. - Episódio 08 |
| Renata Dominguez     |                         | 3ª Temp. - Episódio 09 |
| Luccas Dória         | Chico Zelador           | 3ª Temp. - Episódio 10 |
| Paulo Miklos         | Fernandinho             | 3ª Temp. - Episódio 11 |
| Naiara Azevedo       | Fabi Fabulosa           | 3ª Temp. - Episódio 12 |
| Lucas de Rosa        | Juninho                 | 3ª Temp. - Episódio 12 |
| Nany People          | Cherie                  | 3ª Temp. - Episódio 13 |
| Leonardo Miggiorin   | Seu Osvaldo             | 3ª Temp. - Episódio 14 |
| Luciana Vendramini   | Suzy                    | 3ª Temp. - Episódio 16 |
| Thaynara OG          | Silvana                 | 3ª Temp. - Episódio 17 |
| Francisco Carvalho   | Investigador Joarez     | 3ª Temp. - Episódio 19 |
| Fiuk                 | Adamastor Custódio      | 3ª Temp. - Episódio 20 |

## Temporadas
| Temporada | Temporada | Episódios | Exibição             | Exibição              |
| Temporada | Temporada | Episódios | Estreia de temporada | Final de temporada    |
| --------- | --------- | --------- | -------------------- | --------------------- |
|           | 1         | 10        | 11 de abril de 2019  | 26 de abril de 2019   |
|           | 2         | 10        | 8 de outubro de 2019 | 21 de outubro de 2019 |
|           | 3         | 20        | 1 de junho de 2020   | 29 de junho de 2020   |
|           | 4         | 20        | 2021                 | 8 de outubro de 2021  |